# Platybathra ganota
Platybathra ganota är en fjärilsart som beskrevs av Edward Meyrick 1911. Platybathra ganota ingår i släktet Platybathra och familjen Agonoxenidae. Inga underarter finns listade i Catalogue of Life.